# Kris Letang
Kristopher „Kris“ Letang (* 24. April 1987 in Montréal, Québec) ist ein kanadischer Eishockeyspieler, der seit 2006 bei den Pittsburgh Penguins in der National Hockey League unter Vertrag steht. Mit dem Team gewann der Verteidiger in den Playoffs 2009, 2016 und 2017 den Stanley Cup.

## Karriere
Kris Letang begann seine Profikarriere bei den Foreurs de Val-d’Or in der kanadischen Juniorenliga Ligue de hockey junior majeur du Québec, bevor er beim NHL Entry Draft 2005 als 62. in der dritten Runde von den Penguins ausgewählt (gedraftet) wurde. Bereits in seiner ersten LHJMQ-Spielzeit wurde er ins All-Rookie-Team der Liga sowie in das der Dachorganisation Canadian Hockey League gewählt, mit 68 Scorerpunkten in 60 Spielen schaffte er in der Saison 2005/06 schließlich sogar die Wahl ins LHJMQ First All-Star-Team.
Nach der Teilnahme an einem Trainingscamp der Pittsburgh Penguins gab der Rechtsschütze in der Saison 2006/07 sein NHL-Debüt für das Franchise aus Pennsylvania, kehrte dann aber zu den Foreurs zurück, mit denen er schließlich sogar das Playoff-Finale der LHJMQ erreichen konnte. Nach der Niederlage des Juniorenteams gegen die Lewiston MAINEiacs stand Letang anschließend noch in einem Spiel bei den Wilkes-Barre/Scranton Penguins, dem Farmteam der Pittsburgh Penguins, in den Playoffs der American Hockey League auf dem Eis. Nach der LHJMQ-Saison erhielt er sowohl die Trophée Émile Bouchard als bester Verteidiger der Liga als auch die Trophée Paul Dumont als „Persönlichkeit des Jahres“ und die Trophée Kevin Lowe als bester defensiver Verteidiger der Spielzeit.

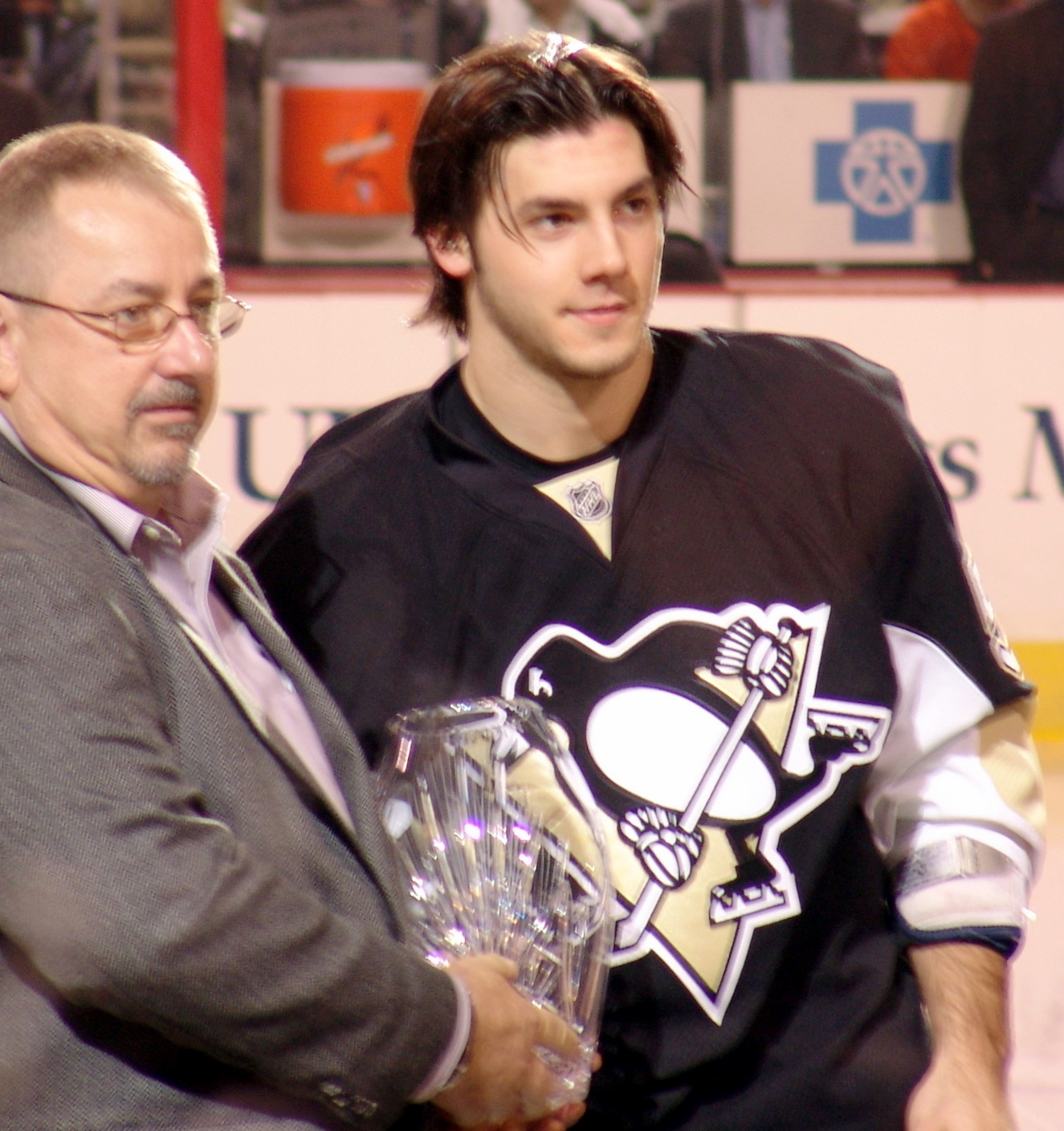
Letang (rechts) im November 2008

Die Saison 2007/08 begann Kristopher Letang in Wilkes-Barre, dann wurde er aber nach sieben Punkten in nur zehn Spielen in den NHL-Kader der Pittsburgh Penguins berufen. Aufgrund guter Leistungen in seiner Rookie-Saison wurde der Abwehrspieler für das NHL YoungStars Game 2008 nominiert, wo er für das Team der Eastern Conference auflief. In den Playoffs 2008 erreichte Letang mit den Penguins das Finale um den Stanley Cup, dieses verlor das Team allerdings in sechs Spielen gegen die Detroit Red Wings. Ein Jahr später kam es zu einer Reprise des letztjährigen Finals. Die Pittsburgh Penguins setzten sich diesmal mit 4:3-Siegen durch. Kris Letang gehörte dabei zu den Stammverteidigern in der Mannschaft.

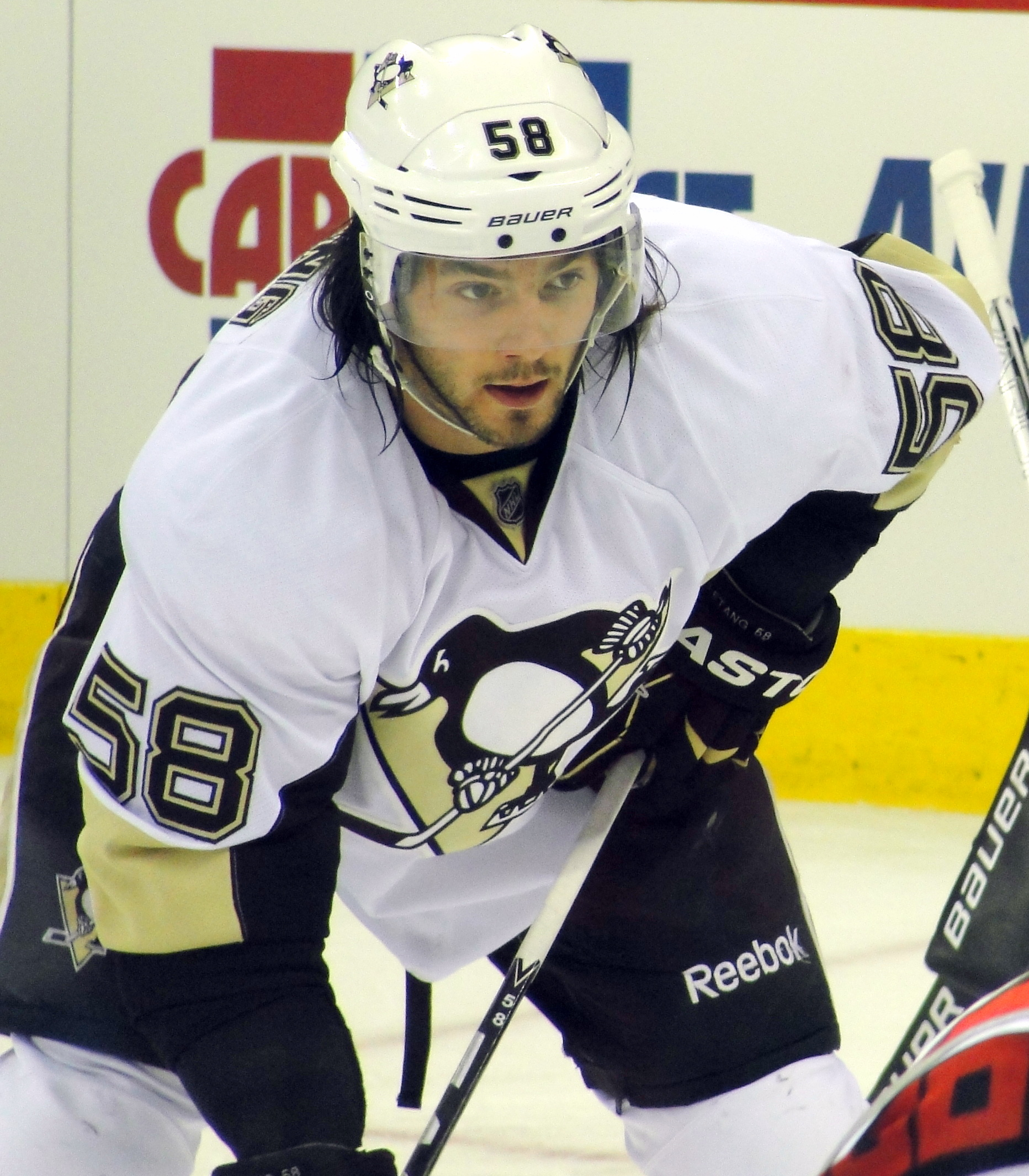
Kris Letang im Trikot der Pittsburgh Penguins

Am 2. Juli 2013 einigte sich Letang mit den Pittsburgh Penguins auf eine vorzeitige Vertragsverlängerung über acht Jahre mit einem finanziellen Gesamtpaket von 58 Millionen US-Dollar. Dies entspricht einem Durchschnittsgehalt von 7,25 Millionen Dollar jährlich. Im Laufe der Saison 2013/14 erlitt Letang einen leichten Schlaganfall, von dem er sich sechs Wochen später erholt hatte. Die Saison 2014/15 wurde mit 54 Punkten Letangs persönlich Beste seiner Karriere. In der Saison 2015/16 konnte er mit 16 Toren, 51 Assists und 67 Punkten in 71 Spielen neue persönliche Bestleistungen aufstellen. In den darauffolgenden Playoffs gewann er mit dem Team zum zweiten Mal den Stanley Cup. Dabei erzielte er im sechsten Spiel der Stanley-Cup-Finals gegen die San Jose Sharks nach Vorlage von Sidney Crosby den entscheidenden Treffer zum Titelgewinn. In der Spielzeit 2016/17 konnten die Penguins den Titel verteidigen, wobei Letang jedoch die Hälfte der regulären Saison ausfiel. Seine 41 absolvierten Spiele waren jedoch ausreichend, um zum dritten Mal auf der Trophäe eingraviert zu werden.
Im April 2023 bestritt Letang seine 1000. Partie der regulären Saison in der NHL, wobei er nach Sidney Crosby und Jewgeni Malkin zum dritten Spieler wurde, dem dies ausschließlich im Trikot der Penguins gelang. Dies, nachdem er am Anfang der Spielzeit einen zweiten, leichten Schlaganfall erlitten hatte, wofür er am Saisonende mit der Bill Masterton Memorial Trophy geehrt wurde. Am 27. Dezember 2023 gelangen ihm im Spiel gegen die New York Islanders sechs Torvorlagen beim 7:0-Sieg der Penguins. Damit stellte er einen NHL-Rekord für Verteidiger ein. Fünf dieser Assists gelangen ihm dabei alleine im zweiten Drittel. 

### International
Mit der kanadischen Junioren-Nationalmannschaft gewann Kris Letang bei der U20-Weltmeisterschaften 2006 und 2007 die Goldmedaille, außerdem belegte er mit dem „Team Canada“ bei der U18-Weltmeisterschaft 2005 den zweiten Platz. In insgesamt 18 Junioren-Endrundenspielen erzielte der Verteidiger drei Tore und zehn Assists, 2007 führte er die Kanadier als Mannschaftskapitän durchs Turnier.

## Erfolge und Auszeichnungen
| - 2005 LHJMQ All-Rookie Team - 2005 CHL All-Rookie Team - 2006 LHJMQ First All-Star Team - 2006 CHL Second All-Star Team - 2007 LHJMQ First All-Star Team - 2007 CHL Second All-Star Team - 2007 Trophée Émile Bouchard - 2007 Trophée Kevin Lowe - 2007 Trophée Paul Dumont - 2008 Teilnahme am NHL YoungStars Game - 2009 Teilnahme am NHL YoungStars Game - 2009 Stanley-Cup-Gewinn mit den Pittsburgh Penguins | - 2011 Teilnahme am NHL All-Star Game - 2012 Teilnahme am NHL All-Star Game - 2013 NHL Second All-Star Team - 2016 Teilnahme am NHL All-Star Game - 2016 Stanley-Cup-Gewinn mit den Pittsburgh Penguins - 2016 NHL Second All-Star Team - 2017 Stanley-Cup-Gewinn mit den Pittsburgh Penguins - 2018 Teilnahme am NHL All-Star Game - 2019 Teilnahme am NHL All-Star Game - 2020 Teilnahme am NHL All-Star Game - 2023 Bill Masterton Memorial Trophy |

### International
| - 2004 Bronzemedaille bei der World U-17 Hockey Challenge - 2005 Silbermedaille bei der U18-Junioren-Weltmeisterschaft - 2005 All-Star-Team der U18-Junioren-Weltmeisterschaft | - 2006 Goldmedaille bei der U20-Junioren-Weltmeisterschaft - 2007 Goldmedaille bei der U20-Junioren-Weltmeisterschaft |

## Karrierestatistik
Stand: Ende der Saison 2024/25

### International
Vertrat Kanada bei:
- World U-17 Hockey Challenge 2004
- U18-Junioren-Weltmeisterschaft 2005
- U20-Junioren-Weltmeisterschaft 2006
- U20-Junioren-Weltmeisterschaft 2007

(Legende zur Spielerstatistik: Sp oder GP = absolvierte Spiele; T oder G = erzielte Tore; V oder A = erzielte Assists; Pkt oder Pts = erzielte Scorerpunkte; SM oder PIM = erhaltene Strafminuten; +/− = Plus/Minus-Bilanz; PP = erzielte Überzahltore; SH = erzielte Unterzahltore; GW = erzielte Siegtore; 1 Play-downs/Relegation; Kursiv: Statistik nicht vollständig)